# Теорія корабля
Тео́рія корабля́ (су́дна) — наука про рівновагу і рух судна та про його морехідні якості: плавучість, остійність і непотоплюваність, ходовість, керованість та помірність хитавиці.

## Предмет вивчення
Вивчення та дослідження морехідних якостей проводиться у залежності від головних розмірів корабля, форми обрисів корпусу, розподілу вантажів і зовнішніх навантажень. Знання морехідних якостей потрібне при проектуванні, коли вирішується задача про обрання таких характеристик, що забезпечували б надійну і безаварійну експлуатацію корабля за різних режимів плавання, а також в процесі експлуатації для їх контролю і регулювання з метою дотримання безпеки плавання.

## Геометрія судна
Форма корпуса судна характеризується формою його перерізів трьома взаємно перпендикулярними площинами, співвідношенням головних розмірів і коефіцієнтами повноти. Інформацію про форму та розміри корпуса судна можна отримати з теоретичного кресленика судна.

## Основні види морехідних якостей
Плавучість — здатність судна з вантажем на борту плавати в заданому положенні відносно водної поверхні: одна з найважливіших мореплавних якостей судна.
Остійність  — здатність плавучого засобу протистояти зовнішнім силам, що порушують його рівновагу, і повертатися у вихідне положення рівноваги, коли дія цих сил припиняється.
Властивості плавучості і остійності базуються на законі Архімеда, котрий описує виштовхувальну силу (архімедову силу), що діє на занурену частину корабля. В процесі експлуатації корабля можливе виникнення аварійних ситуацій, при яких корабель повинен зберігати у певній мірі плавучість і остійність. Ці ситуації характеризуються непотоплюваністю корабля (його здатністю зберігати свою мореплавність).
Ходовість — здатність судна рухатись у навколишньому середовищі із заданою швидкістю при визначеній потужності головних двигунів і відповідному рушії.
Помірність хитавиці. У поняття «помірність хитавиці» входить малість і плавність нахилів. Хитавиця — шкідливе явище. З усіх видів хитавиці особливий практичний інтерес викликає бортова хитавиця, що супроводжується значними відхиленнями судна від положення рівноваги і викликає різке погіршення морехідних якостей і, в першу чергу, остійності.
Керованість — здатність судна бути поворотким і стійким на курсі. Повороткістю називається здатність судна адекватно реагувати на зміну положення керма, а стійкістю на курсі — здатність зберігати заданий напрямок руху. Внаслідок впливу на рух судна різних збурюючих факторів (хвиль, вітру), для забезпечення стійкості на курсі потрібне постійне втручання засобами кермування. Але якості, що визначають керованість судна, є суперечливими. Так, чим більша повороткість судна (чим швидше воно змінює напрямок свого руху при повороті керма), тим менше воно є стійким на курсі.

## Базові дисципліни
Оскільки корабель є твердим тілом, то наука про теорію корабля спирається на закони теоретичної механіки, але оскільки рух його відбувається у рідині, вимагаються знання законів руху рідини, тобто гідромеханіки, тому теорію корабля інколи називають гідромеханікою корабля.

## Історична довідка
Закон Архімеда було відкрито у 3 ст. до н. е., однак практичне його застосування почалось лише у XVII ст., коли вперше у 1666 р. Англійський інженер А. Дін передбачив осадку військового корабля «Рупперт», що дало можливість до його спуску на воду прорізати на потрібному рівні у бортах порти для гармат.
У XVIII ст. в у Франції і Росії з'явились дві наукові праці, у яких викладались питання теорії корабля. В 1746 видано у Парижі членом Французької академії наук П. Бугером «Трактат про корабель, його конструкцію та рух». У 1749 член Петербурзької АН Л. Ейлер опублікував у роботу «Корабельна наука або трактат про будову кораблів та керованість ними». У цих працях викладено вчення про плавучість, сформульовано поняття про метацентр і метацентричну висоту, розвинено вчення про опір рідини рухові суден, вирішено низку проблем, що стосувались морехідних якостей суден.
Розробка питань статики продовжилась у другій половині XVIII і у першій половині XIX століть, коли було вироблено прийоми розрахунку елементів плавучості і початкової остійності по теоретичному кресленику, методи визначення центру ваги корабля.
Англійський корабельний інженер Е. Рід у другій половині XIX ст. вважав недостатнім обчислення лише початкової остійності і запропонував розглядати характеристики остійності парусних броньованих кораблів при великих кутах нахилу. Впровадження цієї пропозиції розпочалось після 1870 р. До цього ж періоду відноситься перехід до застосування у статиці корабля наближених обчислень.
До початку XX ст. з появою снарядів і мін, що спричиняли великі пробоїни в корпусі суден, виникла необхідність у розробці нового розділу статики — непотоплюваності. Це вчення було створено російськими вченими С. О. Макаровим, А. Н. Криловим і І. Г. Бубновим.

## Основні розділи
Плавучість, остійність, а також непотоплюваність об'єднуються у розділ, що носить назву «Статика корабля»; ходовість, хитавиця і керованість — у розділ, що називається «Динаміка корабля» . Ходовість, у свою чергу, охоплює два самостійних, але взаємозалежних питання: опору води руху судна й суднових рушіїв.
Цей розподіл має умовний характер, оскільки в реальних умовах при русі корабель зазнає впливу хвиль і вітру, тому аналіз плавучості і остійності слід робити з врахуванням його хитавиці. З іншого боку, забезпечення плавності і помірності хитавиці певним чином пов'язане з напрямком руху корабля, характеристиками хвиль, параметрами суднових рушіїв та керма, а також, різних конструкцій вгамовувачів хитавиці. Тобто хитавицю, ходовість і керованість слід розглядати сумісно.